# Max Havart
Max Havart, né à Perpignan (Pyrénées-Orientales) le 3 avril 1924 et mort à Arles-sur-Tech le 2 août 2006,, est un compositeur français de musiques catalanes (majoritairement des sardanes) .

## Biographie
Max Havart est né à Perpignan en 1924. Devenu joueur de tible et de tenora, il est à l'origine de la cobla "la Principal del Rosselló". À partir de 1967 il est professeur d'instruments catalans au conservatoire de Perpignan, où il développe une méthode pédagogique pour le tible et la tenora.
Parmi ses nombreuses compositions se distinguent plus d'une centaine d'harmonisations de danses catalanes pour cobla ainsi que des œuvres de format libre mettant en valeur ces instruments. De plus, il est le créateur de plus de deux cents sardanes, dont les plus connues sont Alt Vallespir, Rouranenca, Campanes del Vallespir et L'avi Vador. Deux de ses dernières sardanes, Dos Companys et Parc Pompeu Fabra, sont créées pour Palamós et Cardedeu.

## Distinctions
- Chevalier des Arts et des Lettres